# Johannes Joseph Bennett
John Joseph Bennett (8 de enero de 1801-29 de febrero de 1876) fue un botánico inglés.

## Biografía
Bennett fue asistente del herbario de Joseph Banks y de la biblioteca del British Museum, de 1827 a 1858, cuando sucede a Robert Brown como curador del Departamento de Botánica. Se retira en 1870.
En la tarde del 30 de junio de 1858, Charles Lyell y Joseph Dalton Hooker le depositaron documentación de Alfred Russel Wallace y de Charles Darwin, titulada On the Tendency of Species to form Varieties; and on the Perpetuation of Varieties and Species by Natural Means of Selection ; y Sobre la Perpetuación de las Variedades y Especies por Medios Naturales de Selección respectivamente. Como secretario de la Sociedad linneana para el siguiente encuentro del 1 de junio, lee los artículos junto con una nota acompañante de Lyell y de Hooker. Así se aceptó juntar la publicación de Darwin y de Wallace, dando comienzo público a la teoría de la selección natural. Dieciocho meses más tarde Darwin publicó El origen de las especies.

## Algunas publicaciones
- 1852. Plantae javanicae rariores, descriptae iconibusque illustratae, quas in insula Java, annis 1802-1818 legit et investigavit. E siccis descriptiones et characteres plurimarum elaboravit Joannes J. Bennett; Observationes Structuram ... adjecit Robertus Brown. Con Thomas Horsfield, y Robert Brown. Ed. Allen xxiv + 439

## Honores
Miembro de
- 1840 a 1860: secretario de la Sociedad linneana de Londres
- Royal Society en 1841

- La abreviatura «Benn.» se emplea para indicar a Johannes Joseph Bennett como autoridad en la descripción y clasificación científica de los vegetales.[2]